# ゴゴ市
ゴゴ市（ごごし）は、韓国のゲーム会社クリックエンタテインメント（Click Entertainment）が開発したオンラインゲーム。日本ではドットシティが運営した。基本料金無料で、年齢制限はない。日本版は2005年5月時点で、累計会員数が約25万人に達したが、2007年3月30日、公式サイトにおいてサービス終了が発表され、同年5月31日に終了した。

## 特徴
「青い空にぽっかりと浮かぶ幻想的な都市」をコンセプトとしており、ゴゴ市には4つのゾーンがあって、それぞれの特徴に合わせる形で建物が建ち並んでいる。迷路ゲーム、○×クイズ、ラリー、ペットゲームといったミニゲームが用意され、順位に応じて、シード（ゴゴ市内で流通する貨幣）や経験値を獲得できる。

## 出来事
- 2001年 韓国版サービス開始
- 2002年10月 日本版サービス開始
- 2004年3月15日 日本版の運営会社がヒットポップスからデジタルダイレクトに変更
- 2004年8月29日 幕張メッセの展示場でゴゴ市のブース出店
- 2005年3月25日 日本版の運営会社がデジタルダイレクトからドットシティに変更
- 2006年1月 韓国版の運営会社がクリックエンタテインメントからアイスレッドに変更
- 2007年3月30日 日本版サービス終了を発表
- 2007年5月31日 日本版サービス終了
- 2007年6月以降 韓国版の公式サイトが閉鎖（サービス終了と見られる）

## アバタ

### 男性
- ミカエル（MICHAEL）
- トパーズ(TOPAZ）
- ネレイド(NEREID）
- スピリット(SPIRIT）
- シャーク(SHARK）
- ラクロス(LA CROSS）

### 女性
- アベ(AVE）
- ハニエル(HANIEL）
- ティミ(TEAMI）
- パエンナ(PAENNA）
- ジン(JEAN）
- ポルペス(PORPOISE）

## ゴゴシャンTV
ゴゴ市で毎週火曜日午後8時30分からライブ配信されていたインターネット放送。司会進行はパーソナリティのもーみんことさとうともみとゲッチャとのコラボによって行われた。